# Église Saint-Martin de Gignac
L'église Saint-Martin est une église catholique située à Gignac, dans le département français du Lot en France.

## Historique
La titulature de l'église fait penser qu'elle devait exister au Haut Moyen Âge. La présence de fragments de murs en petits moellons peut indiquer une construction antérieure du Xe ou XIe siècle. 
Au milieu du XIIe siècle, Gignac est le siège d'un important archiprêtré à la tête de 55 paroisses. L'église est alors reconstruite en pierre de taille.
Pendant la guerre de Cent Ans, au cours de la seconde moitié du XIVe siècle, l'église a subi des destructions. Une première campagne de reconstruction est réalisée au début du XVe siècle. 
L'église a dû subir de nouvelles destructions pendant les guerres de Religion.
Des travaux de réfection de la voûte sont entrepris au début du XVIIIe siècle. Ces travaux ont entraîné la disparition des trois vaisseaux de la nef transformée en nef unique avec un couvrement en fausses voûtes. La date de 1714 inscrite sur le portail doit probablement correspondre à ces travaux.
L'édifice est inscrit au titre des monuments historiques le 27 mai 2004.

## Description
L'église est à nef unique depuis la campagne de travaux du début du XVIIIe siècle. 
L'édifice comprend une abside à chevet plat éclairé par un triplet de fenêtres et une fenêtre haute, entourée de deux absidioles polygonales.
Le portail côté sud est placé dans un avant-corps.
Il a la particularité de porter deux tours. Un clocher-tour au-dessus de la travée du portail sud et une tour de défense au-dessus de l'abside qui a été surélevé à une date indéterminée.

## Mobilier
Un devant d'autel du XVIe siècle, en bois, représentant la Cène et provenant de l'abbaye d'Obazine.

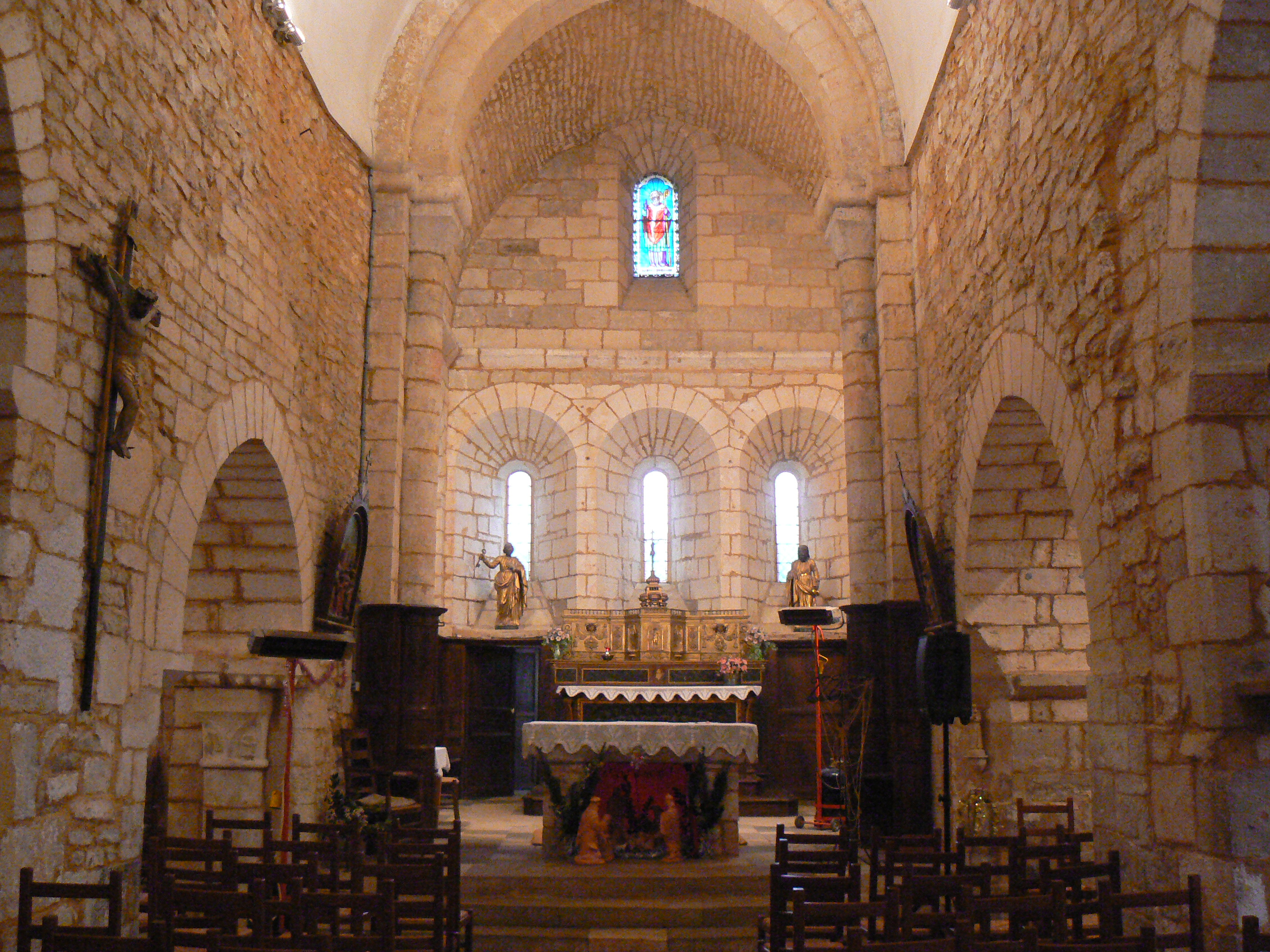